# FBC Casteggio 1898
FBC Casteggio 1898 (wł. Foot Ball Club Casteggio 1898) – włoski klub piłkarski, mający siedzibę w mieście Casteggio, w północno-zachodniej części kraju, grający od sezonu 2018/19 w rozgrywkach Prima Categoria Lombardia.

## Historia
Chronologia nazw:
- 1898: Foot Ball Club Casteggio
- 2001: Foot Ball Club Casteggio Broni – po fuzji z AC Broni
- 2009: klub rozwiązano – po fuzji z SG Stradellina tworząc SBC Oltrepò
- 2009: FBC Casteggio 1898

Klub piłkarski FBC Casteggio został założony w miejscowości Casteggio w 1898 roku. Jest uważany za jeden z najstarszych klubów piłkarskich Lombardii. Co najmniej od 1905 roku klub był członkiem FIF, a w 1906 zarejestrował się w Terza Categoria Lombarda (D3), ale wycofał się z mistrzostw. W sezonie 1911/12 startował w Seconda Categoria Lombarda (D2), zajmując pierwsze miejsce w grupie prowincjalnej. W finale o tytuł mistrza drugiej kategorii Lombardii przegrał z Milan II. W następnym roku przeniósł się do mistrzostw Piemontu. Sezon 1913/14 zakończył na pierwszym miejscu w grupie ligure Promozione (D2), ale potem przegrał w finale piemontese-ligure z Veloces Biella. W latach 1916–1918 klub nie funkcjonował z powodu zawieszenia mistrzostw wskutek działań wojennych.
Po wznowieniu rozgrywek w sezonie 1919/20 zajął drugą lokatę w grupie C Promozione Lombarda, a w finale lombardo był piątym. W następnym sezonie 1920/21 w wyniku reorganizacji został zakwalifikowany do Prima Categoria, kończąc rozgrywki na drugiej pozycji w grupie A Lombarda. 
24 lipca 1921 roku, podczas zgromadzenia na którym przedstawiono Projekt Pozzo, plan reformy mistrzostw, który przewidywał zmniejszenie mistrzostw Pierwszej Dywizji Północnej do zaledwie 24 uczestników w porównaniu z 64 uczestnikami mistrzostw sezonu 1920/21, 24 największe włoskie kluby odłączyli się od FIGC, tworząc federację (CCI) i mistrzostwo (Prima Divisione, znane również jako Torneo delle 24). Klub zdecydował się pozostać w szeregach FIGC, zajmując czwarte miejsce w grupie C Prima Categoria Lombarda. Przed rozpoczęciem sezonu 1922/23 ze względu na kompromis Colombo dotyczący restrukturyzacji mistrzostw, został zakwalifikowany do Seconda Divisione Lombarda (D2). Po zajęciu 7.miejsca w grupie A Seconda Divisione Nord został zdegradowany do Terza Divisione Lombarda (D3). W sezonie 1923/24 zajął drugie miejsce w grupie B Terza Divisione Lombarda, w następnym sezonie znów był drugim, ale najpierw w grupie D, a potem w półfinale. W sezonie 1929/30 zespół wygrał grupę A Terza Divisione Lombardia (D5), a następnie w turnieju finałowym znów zwyciężył w grupie B, zdobywając awans do Seconda Divisione (D4). W sezonie 1931/32 po zajęciu drugiego miejsca w grupie A Seconda Divisione Piemontese, potem w finale był trzecim w grupie B i awansował do Prima Divisione (D3). W następnym roku spadł z powrotem do Seconda Divisione.
Po zakończeniu II wojny światowej i wznowienia mistrzostw FIGC, drużyna została zakwalifikowana do rozgrywek Serie C (D3), zajmując w sezonie 1946/47 12.miejsce w grupie D. W następnym sezonie 1947/48 zespół ponownie startował w Serie C, ale po zajęciu 13.miejsca w grupie D spadł do Promozione Nord. W 1952 po reorganizacji systemu lig został zakwalifikowany do Promozione Lombarda (D5). W 1957 piąty poziom został przemianowany na Campionato Dilettanti, a w 1959 roku na Prima Categoria. 1963 zespół został na zdegradowany do Seconda Categoria Lombarda (D6), ale po trzech latach wrócił do Prima Categoria Lombarda. Rok później liga zmieniła nazwę na Promozione Lombarda. W 1970 spadł na dwa lata do Prima Categoria Lombarda (D6). Przed rozpoczęciem sezonu 1978/79 Serie C została podzielona na dwie dywizje: Serie C1 i Serie C2, Wskutek czego piaty Promozione została obniżona do szóstego poziomu. W 1991 roku liga zmieniła nazwę na Eccellenza.
W 2001 roku po połączeniu z AC Broni klub przyjął nazwę FBC Casteggio Broni. W sezonie 2002/03 zajął drugie miejsce w grupie A Eccellenza Lombardia i awansował do rundy krajowej playoff, gdzie w pierwszej rundzie wygrał z Colognese, a w drugiej z Casaleone, otrzymując promocję do Serie D (D5). Po czterech latach w 2007 klub spadł do Eccellenza Lombardia, a w następnym roku wrócił do Serie D. 
W 2009 roku nastąpiła fuzja z SG Stradellina, a zjednoczony klub przeniósł się do Stradella i kontynuował występy jako Stradella Broni Casteggio Oltrepo S.r.l w Serie D. W Casteggio powstał nowy Foot Ball Club Casteggio 1898, który startował w Terza Categoria Lombardia (D10). W 2011 został promowany do Seconda Categoria Lombardia, a w 2013 do Prima Categoria Lombardia (D8). Przed rozpoczęciem sezonu 2014/15 wprowadzono reformę systemy lig, wskutek czego ósmy poziom awansował o jedną pozycję do góry. W 2016 klub awansował do Promozione Lombardia (D6), ale w 2018 spadł z powrotem do Prima Categoria Lombardia.

## Barwy klubowe, strój
|  |  |

Klub ma barwy żółto-niebieskie. Zawodnicy domowe spotkania zazwyczaj grają w żółtych koszulkach, niebieskich spodenkach oraz żółtych getrach.

## Sukcesy

### Trofea międzynarodowe
Nie uczestniczył w rozgrywkach europejskich (stan na 31-05-2020).

### Trofea krajowe
| \| \| Zdobyte trofea w rozgrywkach Włoch (stan na: 31-08-2020) \| |                                                          |      |                                          |
| Rozgrywki                                                         | Osiągnięcie                                              | Razy | Sezon(y)                                 |
| · Mistrzostwo                                                     | I miejsce                                                | 0    |                                          |
| · Mistrzostwo                                                     | II miejsce                                               | 1    | 1920/21 (A Lombarda)                     |
| · Mistrzostwo                                                     | III miejsce                                              | 0    |                                          |
| · Puchar                                                          | zdobywca                                                 | 0    |                                          |
| · Puchar                                                          | finalista                                                | 0    |                                          |
| II liga                                                           | I miejsce                                                | 1    | 1911/12 (provinciale Lombarda)           |
| II liga                                                           | II miejsce                                               | 2    | 1913/14 (Piemontese-ligure), 1919/20 (C) |
| II liga                                                           | III miejsce                                              | 0    |                                          |
| Włochy                                                            | Zdobyte trofea w rozgrywkach Włoch (stan na: 31-08-2020) |      |                                          |

- Terza Divisione Lombarda (D3):
  - wicemistrz (3x): 1923/24 (B), 1924/25 (D), 1924/25 (semifinali)

## Poszczególne sezony

### Rozgrywki międzynarodowe

#### Europejskie puchary
Nie uczestniczył w rozgrywkach europejskich.

### Rozgrywki krajowe
| \| Włochy \| Bilans występów klubu w rozgrywkach piłkarskich Włoch (Stan na 31 sierpnia 2020 r.) \| \| | |        |       |   |   |   |    |    |     |                                                              |        |        |      |
| Poziom                                                                                                 | Rozgrywki | Sezony | Mecze | Z | R | P | B+ | B– | Pkt | Lata                                                         | Awanse | Spadki | Naj. |
| I | Prima Categoria Lombarda                                                                                          | 2      |       |   |   |   |    |    |     | 1920–1922                                                    | 0      | 1      | 2    |
| II | Seconda Categoria, Promozione Lombarda, Seconda Divisione                                                         | 4      |       |   |   |   |    |    |     | 1911/12, 1913/14, 1919/20, 1922/23                           | 1      | 1      | 1    |
| III | Terza Categoria, Prima Divisione, Serie C                                                                         | 6      |       |   |   |   |    |    |     | 1906, 1923–1925, 1932/33, 1946–1948                          | 1      | 3      | 2    |
| IV | Seconda Divisione Piemontese/Lombarda, Promozione Nord                                                            | 7      |       |   |   |   |    |    |     | 1930–1932, 1933/34, 1948–1952                                | 1      | 2      | 2    |
| V | Terza Divisione Lombarda, Promozione Lombarda, Campionato Nazionale Dilettanti, Prima Categoria Lombarda, Serie D | 27     |       |   |   |   |    |    |     | 1929/30, 1952–1963, 1966–1970, 1972–1978, 2003–2007, 2008/09 | 1      | 3      | 1    |
| | Puchar Włoch | 0      |       |   |   |   |    |    |     |                                                              | 0      | 0      |      |
| Włochy                                                                                                 | Bilans występów klubu w rozgrywkach piłkarskich Włoch (Stan na 31 sierpnia 2020 r.)                               |        |       |   |   |   |    |    |     |                                                              |        |        |      |

## Struktura klubu

### Stadion
Klub piłkarski rozgrywa swoje mecze domowe na Stadio Comunale w Casteggio o pojemności 500 widzów.

### Derby
- AC Pavia 1911
- AVC Vogherese 1919